# Anbernic
Anbernic és una empresa xinesa de consoles de videojocs portàtil fundada el 2017 a Shenzhen per Shenzhen YangLiMing Electronic Technology Co.
La companyia és coneguda per produir dispositius que emulen sistemes de videojocs de les cinc primeres generacions, com ara la NES, Sega Genesis, Game Boy, SNES, PlayStation i Nintendo 64, així com consoles més recents de la setena generació, com la PlayStation Portable i Nintendo DS.

## Història
La marca comercial Anbernic va ser registrada el 2017 pel fabricant xinès Shenzhen YangLiMing Electronic Technology Co., Ltd, que va llançar la seva primera consola portàtil, Retro Game (RG), aquell mateix any. La marca va guanyar protagonisme després de llançar una sèrie de dispositius de retrogaming populars, inclosos els models RG351P, RG353V i RG35XX.
El desembre de 2018, el raper nord-americà Soulja Boy va llançar la consola emuladora SouljaGame Console, que en realitat era una versió reanomenada de les consoles existents desenvolupades per Anbernic. El projecte es va tancar menys d'un mes després del seu llançament.
Durant els primers set anys, la companyia ha llançat una mitjana de 4-5 models per any.

## Programari
Els dispositius solen funcionar amb sistemes operatius basats en Android o Linux i permeten als usuaris jugar a videojocs clàssics mitjançant l'emulació de programari.
A causa de la seva popularitat, diversos projectes de codi obert proporcionen microprogramari personalitzat per a aquests dispositius, oferint funcions addicionals i suport ampliat. Entre aquests projectes estan ArkOS, AmberElec i ROCKNIX.

## Recepció
Els seus sistemes han rebut constantment elogis i es consideren entre els millors dispositius de jocs retro.
L'any 2020, Begina de Miguel d'El País va elogiar el model RG350, afirmant que "combina un alt rendiment amb una jugabilitat excel·lent" i el va nomenar com la "millor consola portàtil retro" per menys de 100 euros.

El 2023, Billy Givens i Harry Rabinowitz de Popular Mechanics van elogiar les interfícies fàcils d'utilitzar d'Anbernic, seleccionant el model RG351P com el "millor sistema de joc de mà per a l'emulació". No obstant això, van reconèixer que "carregar jocs antics en emuladors i després vendre'ls d'aquesta manera és legalment qüestionable als Estats Units", encara que els consumidors estan "protegits de la naturalesa il·legal d'aquestes emulacions" perquè l'empresa té la seva seu a la Xina.
El 2024, Jordan McMahon de The Strategist va descriure l'Anbernic RG35XX com la "millor consola de jocs portàtil per a jocs retro", mentre que Keith Stuart de The Guardian es va referir a les consoles Anbernic com a "portàtils no oficials" que permeten "jugar a milers de jocs, sempre que a tu no t'importi la legalitat ombrívola dels emuladors homebrew i els fitxers rom descarregats".

## Llista de dispositius
| Model       | Data de llançament | SoC             | CPU                                                                  | GPU                                | Sistema operatiu |
| ----------- | ------------------ | --------------- | -------------------------------------------------------------------- | ---------------------------------- | ---------------- |
| RG351P      | Setembre 2020      | Rockchip RK3326 | 4 * 1,5 GHz Cortex A35                                               | ARM Mali-G31 (2 motors d'execució) | Linux            |
| RG351M      | Gener 2021         | Rockchip RK3326 | 4 * 1,5 GHz Cortex A35                                               | ARM Mali-G31 (2 motors d'execució) | Linux            |
| RG351V      | Febrer 2021        | Rockchip RK3326 | 4 * 1,5 GHz Cortex A35                                               | ARM Mali-G31 (2 motors d'execució) | Linux            |
| RG552       | desembre 2021      | Rockchip RK3399 | 2 * 2.0 GHz Cortex A72 4 * 1,5 GHz Cortex A53                        | ARM Mali-T860 MP4                  | Android i Linux  |
| RG353       | Juny 2022          | Rockchip RK3566 | 4 * 1,8 GHz Cortex A55                                               | ARM Mali-G52 (2 motors d'execució) | Android i Linux  |
| RG35XX Plus | novembre de 2023   | Allwinner H700  | 4 * 1,5 GHz Cortex A53                                               | ARM Mali-G31 MP2                   | Linux            |
| Cub RG      | Juny 2024          | UNISOC T820     | 1 * 2.7 GHz Cortex A76 3 * 2.3 GHz Cortex A76 4 * 2.1 GHz Cortex A55 | ARM Mali-G57 MC4                   | Android          |